# نینا پتری
نینا پتری (آلمانی: Nina Petri؛ زادهٔ ۱۶ ژوئیهٔ ۱۹۶۳) بازیگر اهل آلمان است.
از فیلم‌ها یا برنامه‌های تلویزیونی که وی در آن نقش داشته‌است، می‌توان به بدو لولا بدو، جایی برای رفتن نیست و پرنده‌های مهاجر اشاره کرد.
وی همچنین برندهٔ جوایزی همچون جایزه فیلم آلمان شده‌است.